# Overgangsklasse hockey heren 2016/17
Het seizoen 2016/17 van de Overgangsklasse hockey bij de heren ging van start op 11 september 2016 en duurde tot 21 mei 2017. Aansluitend vonden play offs voor het algehele kampioenschap en promotie plaats.
In het voorgaande seizoen degradeerden Voordaan, Schaerweijde en SCHC uit de Hoofdklasse. Vanuit de Eerste klasse promoveerden Groningen, Venlo, Zwart-Wit en Zwolle.

## Poule A
Stand
| pos | club         | gs | w  | g | v  | pnt | dv | dt | ds  |
| --- | ------------ | -- | -- | - | -- | --- | -- | -- | --- |
| 1.  | Schaerweijde | 22 | 18 | 3 | 1  | 57  | 87 | 38 | +49 |
| 2.  | hdm          | 22 | 18 | 2 | 2  | 56  | 85 | 36 | +49 |
| 3.  | Cartouche    | 22 | 17 | 4 | 1  | 55  | 83 | 42 | +41 |
| 4.  | HIC          | 22 | 13 | 5 | 4  | 44  | 58 | 41 | +17 |
| 5.  | Laren        | 22 | 12 | 0 | 10 | 33  | 69 | 54 | +15 |
| 6.  | Voordaan     | 22 | 7  | 4 | 11 | 25  | 53 | 57 | -4  |
| 7.  | Phoenix      | 22 | 7  | 1 | 14 | 22  | 46 | 69 | -23 |
| 8.  | Were Di      | 22 | 5  | 6 | 11 | 21  | 44 | 61 | -17 |
| 9.  | Union        | 22 | 6  | 0 | 16 | 18  | 36 | 64 | -28 |
| 10. | Leiden       | 22 | 5  | 3 | 14 | 18  | 52 | 66 | -14 |
| 11. | Zwart-Wit    | 22 | 4  | 3 | 15 | 15  | 38 | 71 | -33 |
| 12. | Venlo        | 22 | 3  | 3 | 16 | 12  | 41 | 93 | -52 |

Legenda
| Kleur | Kwalificatie voor                                           |
| ----- | ----------------------------------------------------------- |
|       | Kampioen overgangsklasse, promotie naar hoofdklasse         |
|       | Promotie naar hoofdklasse via Play-offs                     |
|       | Play-offs om promotie naar de hoofdklasse                   |
|       | Play-offs tegen degradatie naar de eerste klasse            |
|       | Degradatie naar de eerste klasse na verlies in de Play-offs |
|       | Degradatie naar de eerste klasse                            |

### Topscorers
| pos | Speler            | Club         | Goals |
| --- | ----------------- | ------------ | ----- |
| 1.  | Timmo Kranstauber | Cartouche    | 30    |
| 2.  | Kieran Dartée     | hdm          | 28    |
| 3.  | Casper Horn       | Schaerweijde | 20    |
| 4.  | Scott Tupper      | Schaerweijde | 19    |
|     | Adriaan Stolk     | Voordaan     | 19    |

## Poule B
Stand
| pos | club            | gs | w  | g | v  | pnt | dv | dt | ds  |
| --- | --------------- | -- | -- | - | -- | --- | -- | -- | --- |
| 1.  | SCHC            | 22 | 16 | 5 | 1  | 53  | 93 | 31 | +62 |
| 2.  | Victoria        | 22 | 15 | 5 | 2  | 50  | 61 | 31 | +30 |
| 3.  | Breda           | 22 | 14 | 3 | 5  | 45  | 52 | 37 | +15 |
| 4.  | Push            | 22 | 11 | 6 | 5  | 39  | 74 | 56 | +18 |
| 5.  | Huizen          | 22 | 9  | 6 | 7  | 33  | 58 | 59 | -1  |
| 6.  | Gooische        | 22 | 8  | 5 | 9  | 29  | 42 | 45 | -3  |
| 7.  | HBS             | 22 | 8  | 5 | 9  | 29  | 65 | 76 | -11 |
| 8.  | Groningen       | 22 | 7  | 5 | 10 | 26  | 49 | 57 | -8  |
| 9.  | Nijmegen        | 22 | 7  | 4 | 11 | 25  | 42 | 53 | -11 |
| 10. | Alkmaar         | 22 | 5  | 1 | 16 | 16  | 41 | 75 | -34 |
| 11. | Zwolle          | 22 | 4  | 4 | 14 | 16  | 46 | 62 | -16 |
| 12. | Ring Pass Delft | 22 | 3  | 1 | 18 | 10  | 32 | 73 | -41 |

Legenda
| Kleur | Kwalificatie voor                                           |
| ----- | ----------------------------------------------------------- |
|       | Kampioen overgangsklasse, promotie naar hoofdklasse         |
|       | Promotie naar hoofdklasse via Play-offs                     |
|       | Play-offs om promotie naar de hoofdklasse                   |
|       | Play-offs tegen degradatie naar de eerste klasse            |
|       | Degradatie naar de eerste klasse na verlies in de Play-offs |
|       | Degradatie naar de eerste klasse                            |

### Topscorers
| pos | Speler             | Club     | Goals |
| --- | ------------------ | -------- | ----- |
| 1.  | Thomas Vis         | SCHC     | 26    |
|     | Pieter-Jan Voerman | Zwolle   | 26    |
| 3.  | Christiaan Teeuwen | Push     | 22    |
| 4.  | Thijs van der Kamp | Victoria | 19    |
|     | Floris Bakker      | Gooische | 19    |

## Play-offs promotie
Na de reguliere competitie werd het seizoen beslist door middel van play-offs om te bepalen wie er promoveert naar de Hoofdklasse 2017/18. Er wordt gespeeld volgens het best-of-three principe: ieder duel moet een winnaar opleveren en staat er na de reguliere speeltijd een gelijke stand op het scorebord dan worden direct shoot-outs genomen).
SCHC werd kampioen van de Overgangsklasse en promoveert naar de Hoofdklasse. Hdm werd de beste nummer 2 en strijd samen met Schaerweijde tegen respectievelijk de nummer de 10 en 11 uit Hoofdklasse dit seizoen. Zie voor het vervolg: Hoofdklasse hockey heren 2016/17#Promotie/degradatie play-offs
Play off kampioenschap Overgangsklasse
| Datum                         | Wedstrijd           | Uitslag       | Scoreverloop | Scheidsrechters                  |
| ----------------------------- | ------------------- | ------------- | --- | -------------------------------- |
| 25 mei 2017, 15:00, Bilthoven | SCHC - Schaerweijde | 2 – 2 (1 - 1) | 18'(sc) Scott Tupper 0-1, 33' Leonard Posthumus Meyjes 1-1, 66' Floris Molenaar 1-2, 69'(sc) Léon van Barneveld 2-2. Shoot-outs: 2–1. | Bo Verwer Barry Plaisant v/d Wal |
| 27 mei 2017, 15:00, Zeist     | Schaerweijde - SCHC | 1 – 2 (1 - 2) | 7' Mike Huisman 0-1, 14' Leonard Posthumus Meyjes 0-2, 34' Jur van der Have 1-2.                                                      | Pieter Hembrecht Thomas Keijzer  |

Play off nummer 2 Overgangsklasse
| Datum                         | Wedstrijd      | Uitslag       | Scoreverloop                                                                       | Scheidsrechters                      |
| ----------------------------- | -------------- | ------------- | ---------------------------------------------------------------------------------- | ------------------------------------ |
| 25 mei 2017, 15:00, Rotterdam | Victoria - hdm | 1 – 1 (1 - 1) | 69'(sb) Kieran Dartée 0-1, 70'(sc) Thijs van der Kamp 1-1. Shoot-outs: 2–3.        | Eldert Michels Jacir Soares de Brito |
| 27 mei 2017, 15:00, Den Haag  | hdm - Victoria | 1 – 2 (1 - 1) | 17'(sc) Joost Wilmink 0-1, 29'(sc) Joost Wilmink 0-2, 59' Lennart Kallenberg 1-2.  | Hans Hilhorst Juus de Kempenaer      |
| 28 mei 2017, 15:00, Den Haag  | hdm - Victoria | 2 – 1 (1 - 0) | 30' Ruben Versteeg 1-0, 47'(sc) Kieran Dartée 2-0, 60'(sc) Frederik Groenland 2-1. | Bo Verwer Thomas Keijzer             |

Heren: 1981/82 · 1982/83 · 1983/84 · 1984/85 · 1985/86 · 1986/87 · 1987/88 · 1988/89 · 1989/90 · 1990/91 · 1991/92 · 1992/93 · 1993/94 · 1994/95 · 1995/96 · 1996/97 · 1997/98 · 1998/99 · 1999/00 · 2000/01 · 2001/02 · 2002/03 · 2003/04 · 2004/05 · 2005/06 · 2006/07 · 2007/08 · 2008/09 · 2009/10 · 2010/11 · 2011/12 · 2012/13 · 2013/14 · 2014/15 · 2015/16 · 2016/17 · 2017/18 · 2018/19

Dames: 1981/82 · 1982/83 · 1983/84 · 1984/85 · 1985/86 · 1986/87 · 1987/88 · 1988/89 · 1989/90 · 1990/91 · 1991/92 · 1992/93 · 1993/94 · 1994/95 · 1995/96 · 1996/97 · 1997/98 · 1998/99 · 1999/00 · 2000/01 · 2001/02 · 2002/03 · 2003/04 · 2004/05 · 2005/06 · 2006/07 · 2007/08 · 2008/09 · 2009/10 · 2010/11 · 2011/12 · 2012/13 · 2013/14 · 2014/15 · 2015/16 · 2016/17 · 2017/18 · 2018/19